# Afroneta altivaga
Afroneta altivaga é uma espécie de aranhas da família Linyphiidae encontradas no Congo. Foi descrita pela primeira vez em 1968.